# Coscinocera hercules
La polilla hércules (Coscinocera hercules) es una polilla de la familia Saturniidae, endémica de los bosques tropicales caducifolios de Nueva Guinea y del norte de Queensland, Australia. La especie fue descrita por primera vez por William Henry Miskin en 1876. 

## Descripción
Las mariposas alcanzan una envergadura de 27 centímetros (10,6 plg) en las hembras, lo que la convierte en la polilla más grande encontrada en Australia. Junto con la polilla Attacus atlas, tienen la superficie alar más grande (300 centímetros cuadrados) de cualquier insecto vivo. Las larvas de esta polilla se alimentan de Polyscias elegans, Glochidion ferdinandi, Dysoxylum muelleri, Prunus serotina, Timonius rumphii, pero también comen otras plantas en cautiverio.

### Alas
Hay un claro dimorfismo sexual entre los sexos. En los machos, la forma de las alas anteriores es claramente falciforme. El color básico de los lados superiores es marrón castaño, ligeramente más claro en el ápice. La línea transversal exterior amarillenta, generalmente interrumpida, continúa en las alas posteriores. Se destacan manchas discales agudas en todas las alas. Las alas posteriores tienen colas largas y estrechas. Las hembras son predominantemente de color marrón rojizo claro, marrón grisáceo o marrón amarillento y tienen manchas discales grandes y claras. Las alas anteriores tienen solo una forma ligeramente falciforme, las alas posteriores tienen colas cortas y romas. La parte inferior de todas las alas muestra marcas similares a las de los lados superiores, en una forma ligeramente más débil. Los machos tienen antenas muy grandes y densamente peinadas, que utilizan para absorber las feromonas emitidas por las hembras.

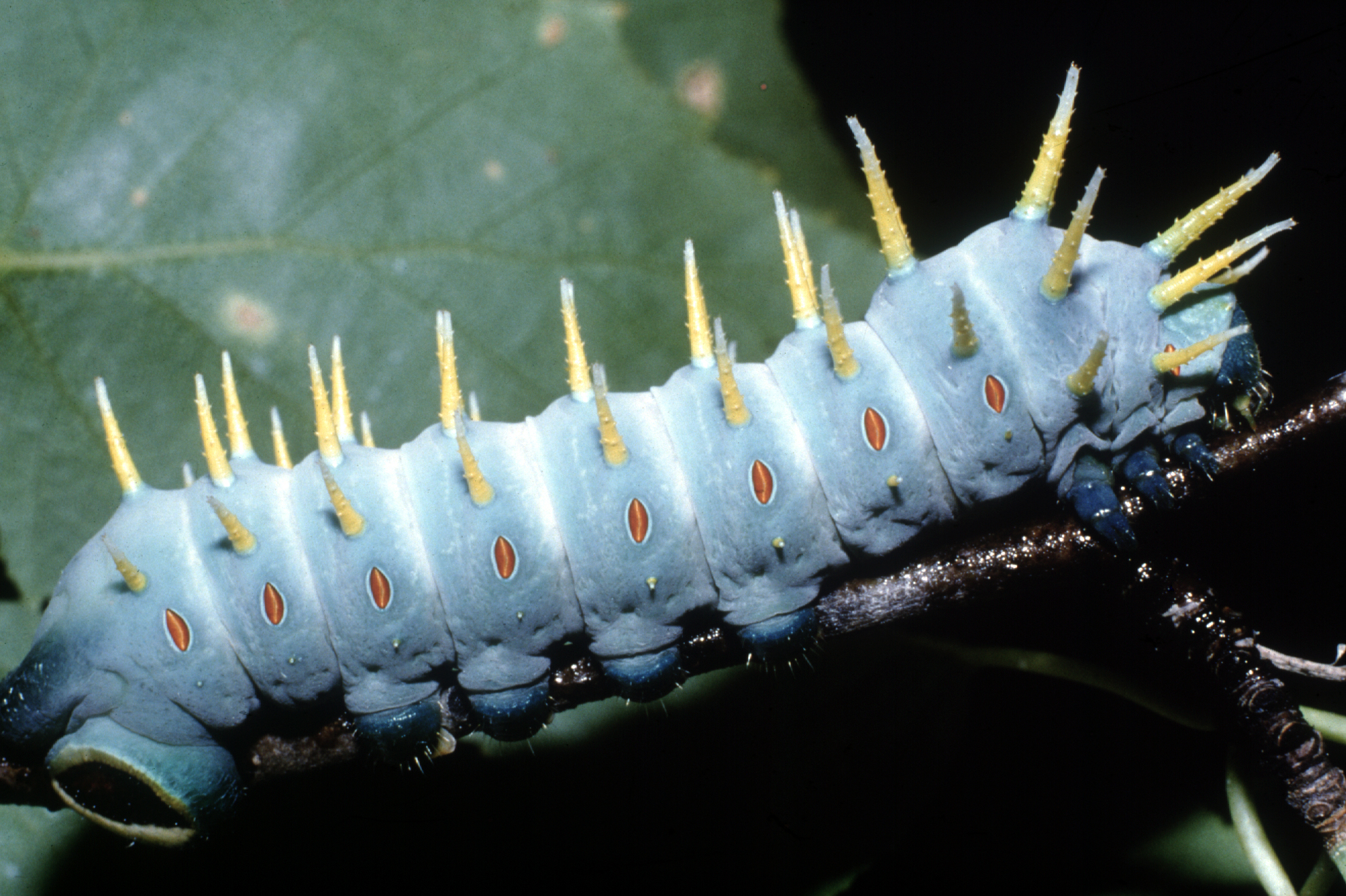
Larva

### Oruga
Las orugas jóvenes son de color blanquecino, presentan rayas transversales negras y están cubiertas de espinas muy ramificadas en todos los segmentos corporales. Las orugas adultas tienen una base azul claro, tráqueas rojizas y delgadas protuberancias amarillas (escolos) en cada segmento corporal.

## Ciclo de vida
Las mariposas se pueden encontrar en varias generaciones a lo largo del año. No se alimentan como polillas adultas. Tras el apareamiento, las hembras ponen sus huevos en grupos sobre las hojas de la planta huésped. Una hembra puede producir hasta 300 huevos, de los cuales eclosionan las orugas tras 14 días. Pasan seis mudas antes de convertirse en adultas y alcanzar una longitud de 12 centímetros. Las orugas se alimentan de las hojas de diversas especies de árboles caducifolios de la selva tropical, entre ellas: Dysoxylum muelleri, Glochidion ferdinandi, Timonius rumphii, y Timonius singularis, pero prefiere comer las hojas del árbol del corazón sangrante (Homalanthus populifolius). Para pupar, la oruga teje un capullo de seda.

## En la cultura popular
Apareció como un insecto capturable en Animal Crossing, la serie de vida real exclusiva de Nintendo. La polilla, incorrectamente llamada Polilla de Seda de Roble, fue reemplazada posteriormente por el atlas y correctamente renombrada Mariposa Cobra en el nuevo juego para Nintendo Switch, Animal Crossing: New Horizons.